# Kirsten Birgit Schiøtz Kretz Hørsholm
Kirsten Birgit Schiøtz Kretz Hørsholm (født 12. februar 1952 i Søften) er en fiktiv dansk journalist spillet af skuespiller Frederik Cilius. Hun er bl.a. kendt som seniorkorrespondent på Den Korte Radioavis på Radio24syv 2015–2019, vært på Fuld af Danmark på TV 2 og som skribent på aviserne Weekendavisen, Politiken og Århus Stiftstidende m.fl.

## Opvækst og ungdom
Kirsten Birgit er født i Søften, nord for Aarhus i 1952, til far, Jens Birgit og mor, Karen Birgit. Hendes mor døde under fødslen og Kirsten Birgit voksede derfor op sammen med sin far, hestehandler Jens Birgit på dennes gård, kaldet Gården på bakken. I dag er gården revet ned, for at gøre plads til en rampe til motorvej E45.
Som ung spillede Kirsten Birgit i Aarhus pigegarde og sang i Københavns Drengekor, dette på trods af at hun tydeligvis ikke selv er en dreng. Som 17-årig var Kirsten Birgit ung pige i huset hos den berygtede nazimorder Søren Kam. I begyndelsen var Kirsten ikke klar over Kams historie, men med tiden gik sandheden op for hende. Da hun forlod stillingen hos Kam, nægtede han at udbetale hende sin løn, og Kirsten Birgit stjal derfor et fad med et stort hagekors som hævn. Dette fad hænger i dag i hallen hos Kirsten Birgit på Dalgas Boulevard.

## Privatliv
Kirsten Birgit boede længe på Frederiksberg og stemte trofast på Det Konservative Folkeparti ved kommunalvalg, men efter at partiet mistede borgmesterposten i Frederiksberg ved kommunalvalget i 2021, flyttede Kirsten Birgit til Gentofte. Kirsten Birgit stemmer ikke til folketingsvalg, men læner sig op ad Morten Messerschmidt politisk.[kilde mangler] Kirsten Birgit er meget vidende om klassisk musik, som hun ivrigt fortæller om, når muligheden byder sig, og har desuden en forkærlighed for Gangsta Rap og især jazz, som viser sig, når hun bliver beruset. Medvirkede i to klip (3.14-3.16, 3.22-3.23) i Public Enemy videoen - By The Time I Get To Arizona fra 1992 

## Karriere
Kirsten Birgit dækkede i 90'erne både borgerkrigen i Rwanda og Tjetjenienskrigen, begge med store alvorlige konsekvenser for hendes privatliv. Begivenhedernes brutalitet medvirkede til at Kirsten Birgit efter eget udsagn knækkede og derfor måtte trække sig fra offentligheden. Som led i sin genoptræning var Kirsten Birgit til onanikursus hos den amerikanske sexolog Betty Dodson. Derfor var Kirsten Birgit i New York på 11. september 2001, men sov under tvillingetårnenes fald.
I februar 2015 vendte Kirsten Birgit tilbage til det journalistiske arbejde, da hun sammen med nyhedsredaktør Rasmus Bruun blev vært på radioprogrammet Den Korte Radioavis.
På r8Dio var hun vært på ”Den Korte r8Dioavis” og er nu vært på ”Kirsten ringer til Rasmus”, som hun har sammen med Rasmus Bruun, som er nyhedschef på r8Dio.